# 팔아야 귀국
《팔아야 귀국》은 채널 A에서 2018년 9월 22일부터 2018년 12월 23일까지 방영된 예능 프로그램이다.

## 줄거리
대한민국의 우수 제품을 알리기 위해 '글로벌 완판王' 도전에 나선 대한민국 대표 예능인들이 각자 맏은 국가로 이동하여 
홈쇼핑에서 판매량을 완판하며 치열한 배틀을 하는 예능

## 등장인물

### 특 TEAM(팀)
특팀은 태국의 홈쇼핑을 담당 맏은 팀이다.
- 이특 : 특 팀의 팀대표
- 려욱 : 이특이 부상으로 방송출연이 불가했을 때 이특 대신 잠시동안 출연한 특별출연자
- 신동 : 판매왕을 넘어 판매신동을 노리는 모태 한류아이돌
- 장도연 : 홈쇼핑 완판 신화에 도전하는 맞춤형 연예인
- 이용진 : 숨은 판매의 고수 예능만랩 만틍차트키

### 지 TEAM(팀)
지팀은 말레이시아의 홈쇼핑을 담당 맏은 팀이다.
- 지석진 : 지 팀의 팀대표
- 양세찬 : 판매킹 왕좌에 도전하는 떠오르는 예능대세
- 제아 : 판매왕을 노리는 분위기 메이커, 반전 허당언니
- 이성종 : 애교 만랩 장착한 홈쇼핑 꿈나무

### 주변인물
- 고기원 : 말레이시아 지팀의 홈쇼핑 센터 팀장